# Tia Mare (gmina)
Tia Mare – gmina w Rumunii, w okręgu Aluta. Obejmuje miejscowości Doanca, Potlogeni i Tia Mare. W 2011 roku liczyła 4496 mieszkańców.